# Monique Rosier
Monique Rosier (Bergen (Noord-Holland), 23 maart 1963) is een Nederlands actrice. Ze werd vooral bekend in de tachtiger jaren door haar rol als Pien in de serie Zeg 'ns AAA.

## Biografie
Rosier begon als fotomodel toen zij in 1980 werd uitgekozen voor twee films. Zij ging daarna acteerlessen nemen in Amsterdam en Los Angeles. Op haar 17e kreeg ze boulimia. Ook tijdens haar werk voor Zeg 'ns AAA had ze last van deze eetverslaving. In 1986 stopte ze met deze serie en vertrok ze naar Amerika. In 2009 publiceerde ze over haar periode met boulimia het boek Monster&Mo - Nooit Meer eetverslaafd .

### Autoracen
Rosier deed aan autoracen. Na het behalen van haar race- en rallylicentie reed ze als enige vrouw het Nederlands rallykampioenschap en later de Citroën AX cup. Sinds 1994 reed Rosier enkele seizoenen met een Ferrari op circuits in binnen- en buitenland.
Ze heeft als presentatrice gewerkt voor televisiepogamma De 6e versnelling.

### Na 1990
In 1990 ging ze achter de schermen werken, onder meer als styliste en castingdirector. Af en toe was ze nog op televisie te zien. Daarnaast volgde ze opleidingen en cursussen en verdiepte zich in psychotherapie en paranormale en spirituele geneeskunde. In 1995 werd ze autojournaliste voor het blad ELLE en in 1997 werd ze presentatrice van De zesde versnelling. Van 2005 tot eind 2007 was ze te zien in de BNN-soap ONM.
Ze kreeg een relatie met collega-acteur Sander de Heer, die ze had leren kennen op de set van Onderweg naar Morgen. De relatie ging in 2016 stuk.
Rosier is werkzaam als alternatief therapeut in Woudenberg. In 2009 verscheen van haar hand het boek Monster & Mo, Nooit meer eetverslaafd. 
Ze heeft twee kinderen.

## Filmografie
- Lessen in liefde (1980),
- Laat de dokter maar schuiven (1980), als Maria
- Spiegel aan de wand (1982),
- Zeg 'ns AAA (1982-1986) als Nel (gastrol), vervolgens als Pien (vaste rol),
- Nitwits (1987),
- Onderweg naar Morgen (2005-2007) als Annemarie Klein-de Graaf,[2]
- Zeg 'ns AAA (tweede serie) (2009) als Pien (gastrol)